# Avelino Tavares
Avelino Tavares (Pinheiro da Bemposta, Oliveira de Azeméis, 9 de abril de 1938 - Porto, 24 de setembro de 2023) foi um editor, divulgador e produtor de espectáculos português.

## Biografia
Nascido no lugar de Figueiredo de Cima, freguesia de Pinheiro da Bemposta, Oliveira de Azeméis, ainda em criança foi viver para o bairro da Fontinha, no Porto, aos cuidados de uma tia-avó. 
Na década de 60 estudou em Poitiers, França, durante três anos e meio. Regressado a Portugal, fixou-se na cidade do Porto, onde em 1969 fundou a revista de divulgação musical Mundo da Canção, uma publicação mensal inovadora para a época, que se tornou no principal veículo de divulgação do movimento de renovação da música portuguesa gerado a partir das experiências musicais de José Afonso e Adriano Correia de Oliveira .  
A partir de 1980, passou a dedicar-se também à produção e divulgação de espectáculos, tendo dirigido a organização de concertos de grandes nomes da música portuguesa e internacional, como José Afonso, Carlos Paredes, Sérgio Godinho, José Mário Branco, Fausto, Astor Piazzolla, Léo Ferré, Paco de Lucia, Nara Leão, Atahualpa Yupanqui, Pablo Milanés, B.B. King, Miles Davis, Milton Nascimento e Cesária Évora, entre outros, bem como os festivais Intercéltico do Porto (17 edições, entre 1986 e 2008), Matosinhos em Jazz (seis edições, de 1999 a 2005), Gaia Blues (quatro edições, de 2000 a 2003), Funchal Jazz (14 edições, entre 2000 e 2013) e Praia Blues (quatro edições, de 2005 a 2008), na Praia da Vitória, Açores..
Faleceu no Porto em 25 de Setembro de 2023.